# Sülm

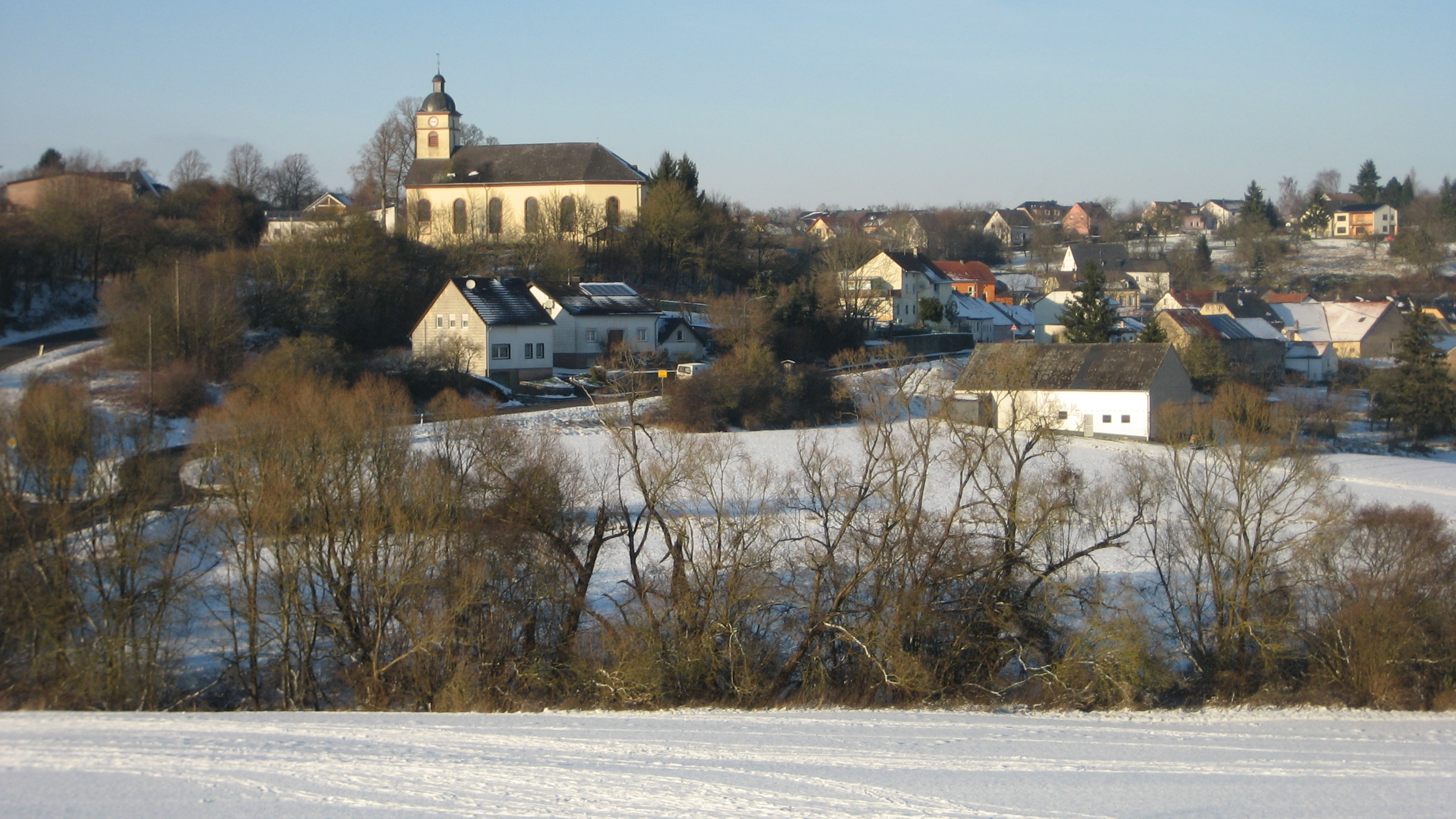
Sülm aus Richtung Trimport

Sülm ist eine Ortsgemeinde im Eifelkreis Bitburg-Prüm in Rheinland-Pfalz. Sie gehört der Verbandsgemeinde Bitburger Land an.

## Geographie
Sülm liegt in der Südwesteifel, etwa fünf Kilometer südöstlich der Kreisstadt Bitburg. Das Gemeindegebiet erstreckt sich auf der sogenannten Bitburger Hochfläche und umfasst eine Fläche von 705 ha. Davon werden 61,3 % landwirtschaftlich genutzt, mit 23,8 % ist ein vergleichsweise geringer Anteil von Wald bestanden (Stand 2017).
Zu Sülm gehören auch die Wohnplätze Bernhardshof und Looskyllermühle.
Nachbarorte sind Röhl im Norden, Speicher im Osten, Dahlem im Südosten, Trimport und Idenheim im Süden, Eßlingen im Südwesten, sowie Scharfbillig im Nordwesten.

## Geschichte
Es ist von einer frühen Besiedelung des Gebietes um Sülm auszugehen, was vor allem durch Funde aus römischer Zeit nachgewiesen werden konnte. Südöstlich von Sülm in Richtung der Nachbargemeinde Dahlem fand man mehrfach römische Grabfunde. Hierbei handelt es sich um ein größeres römisches Brandgräberfeld. Trotz der weitestgehenden Zerstörung durch Steinbrucharbeiten und die Landwirtschaft, konnten einige Funde geborgen und genauer untersucht werden.
Ferner könnten ein Podium, römische Ziegel und Mauerreste auf ein Bergheiligtum auf dem Burgberg hindeuten. Von hier stammen vier Münzen, die alle ins 4. Jahrhundert datiert wurden. Fasst man alle Münzen als Opfergabe auf, würde es sich um ein lange genutztes Heiligtum handeln.
634 werden Sülm sowie die Orte Welschbillig, Newel und Röhl mit ihren Kirchen und Zugehörungen von König Dagobert I. (Herrschaft: 622–638, Trier-Aufenthalt: 624 bis 625) der Kirche des heiligen Paulinus (Paulinstift Trier) geschenkt. Zu dieser Zeit war Modoald Bischof von Trier. 981 wird diese Schenkung in einer Urkunde des Erzbischofs Egbert von Trier (Bischof von 977 bis 993) erwähnt. Sülm wird in der genannten Urkunde erstmals unter dem Namen „Sulmana“ genannt und unterstand als Teil des Kurfürstentums Trier dem Erzbischof von Trier.
Die Inbesitznahme des Linken Rheinufers durch französische Revolutionstruppen beendete die alte Ordnung. Der Ort wurde von 1798 bis 1814 Teil der Französischen Republik (bis 1804) und anschließend des Französischen Kaiserreichs, zugeordnet der Mairie Idenheim im Arrondissement Trier des Saardepartements. Nach der Niederlage Napoleons kam Sülm aufgrund der 1815 auf dem Wiener Kongress getroffenen Vereinbarungen zum Königreich Preußen und gehörte nun zum Kreis Bitburg des Regierungsbezirks Trier, der 1822 Teil der neu gebildeten preußischen Rheinprovinz wurde. Aus der Mairie wurde die Bürgermeisterei Idenheim, die 1929 in das Amt Bitburg-Land aufging.
Als Folge des Ersten Weltkriegs war die gesamte Region dem französischen Abschnitt der Alliierten Rheinlandbesetzung zugeordnet. Nach dem Zweiten Weltkrieg wurde Sülm innerhalb der französischen Besatzungszone Teil des damals neu gebildeten Landes Rheinland-Pfalz. Im Zuge der rheinland-pfälzischen Kommunalreform wurde der Ort 1970 der Verbandsgemeinde Bitburg-Land zugeordnet, die wiederum zum 1. Juli 2014 in der Verbandsgemeinde Bitburger Land aufging.
Statistik zur Einwohnerentwicklung
Die Entwicklung der Einwohnerzahl von Sülm, die Werte von 1871 bis 1987 beruhen auf Volkszählungen:
| Jahr | Einwohner |
| ---- | --------- |
| 1815 | 286       |
| 1835 | 419       |
| 1871 | 443       |
| 1905 | 403       |
| 1939 | 451       |

| Jahr | Einwohner |
| ---- | --------- |
| 1950 | 437       |
| 1961 | 435       |
| 1970 | 466       |
| 1987 | 392       |
| 2005 | 476       |

| Jahr | Einwohner |
| ---- | --------- |
| 2011 | 45800     |
| 2017 | 43000     |
| 2023 | 431       |

## Politik

### Gemeinderat
Der Gemeinderat in Sülm besteht aus acht Ratsmitgliedern, die bei der Kommunalwahl am 9. Juni 2024 in einer Mehrheitswahl gewählt wurden, und dem ehrenamtlichen Ortsbürgermeister als Vorsitzendem.

### Bürgermeister
Jürgen Schäfer wurde am 10. Juli 2024 erneut Ortsbürgermeister von Sülm, nachdem er dieses Amt bereits in der Wahlperiode 2014 bis 2019 ausgeübt hatte. Da für die Direktwahl am 9. Juni 2024 kein Wahlvorschlag eingereicht wurde, oblag die Neuwahl des Bürgermeisters gemäß rheinland-pfälzischer Gemeindeordnung dem Rat, der sich auf seiner konstituierenden Sitzung für Jürgen Schäfer entschied.
Zwischenzeitlich hatte Klara Weber am 17. Juli 2019 das Amt von Jürgen Schäfer übernommen. Sie kandidierte bei der Wahl 2024 nicht erneut als Ortsbürgermeisterin. Vor Schäfer hatte Hermann Schilz das Amt von 2004 bis 2014 inne.

### Wappen
| Wappen der Ortsgemeinde Sülm | Blasonierung: „Von Silber und Blau wellig geteilt. Im Schildhaupt das rote Kurtrierische Kreuz. Im Schildfuß ein silberner Buntbartschlüssel, im Bart ein ausgespartes Kreuz, der Ring als gotische Vierpassreite geformt.“                    |
| Wappen der Ortsgemeinde Sülm | Wappenbegründung: Für die Zugehörigkeit während der Feudalzeit zum Kurfürstentum Trier steht im Schildhaupt das Kurtrierische Kreuz, während das Attribut des Kirchenpatrones St. Petrus, der Schlüssel, im unteren Schildteil abgebildet ist. |

## Kultur und Sehenswürdigkeiten

### Bauwerke
Über das Gemeindegebiet sind zahlreiche sanierte alte Bauernhäuser verteilt. Die alte Kriegergedächtniskapelle mit Sandsteinaltar stammt aus dem Jahre 1631. Sehenswert sind darüber hinaus Grabkreuze aus dem 16. und 17. Jahrhundert an der Sülmer Friedhofsmauer. Im Gegensatz zu den meisten Begräbnisstätten im Eifelkreis sind auf dem Sülmer Friedhof noch mehrere Grabsteine aus dem späten 19. Jahrhundert erhalten geblieben. Der Bau der Pfarrkirche St. Petrus wurde 1826 begonnen, sie hatte einen spätgotischen Vorgängerbau.

### Sport
Sülm bildet mit den Nachbargemeinden Dahlem, Idenheim und Trimport den Sportverein DJK Eintracht DIST.

## Wirtschaft und Infrastruktur
Sülm ist heute eine landwirtschaftlich und touristisch geprägte Gemeinde. Der Ort ist Standort mehrerer Voll- und Nebenerwerbsbetriebe sowie von drei Schnapsbrennereien. Im Dienstleistungsbereich verfügt er über ein Dorfgasthaus, zwei Privatpensionen, einen Kindergarten sowie eine öffentliche Bücherei.
Etwa zwei Kilometer westlich der Ortschaft verläuft die Bundesstraße 51, die nach Bitburg und zur etwa zehn Kilometer entfernten Bundesautobahn 60 führt.

## Söhne und Töchter des Ortes
- Bernhard Lemling (1904–1961), bekannter Eifeldichter